# El siniestro Doctor Mortis
El siniestro Doctor Mortis, conocido como "El Lovecraft chileno", es el personaje del radioteatro, la televisión, el cómic y la novela chilena creado por el escritor y actor Juan Marino Cabello desde la década de 1940. El Doctor Mortis es el personaje central de un universo literario y gráfico que se enmarca en los géneros del terror, el suspenso, el misterio, el policial y la ciencia ficción.

## Trayectoria

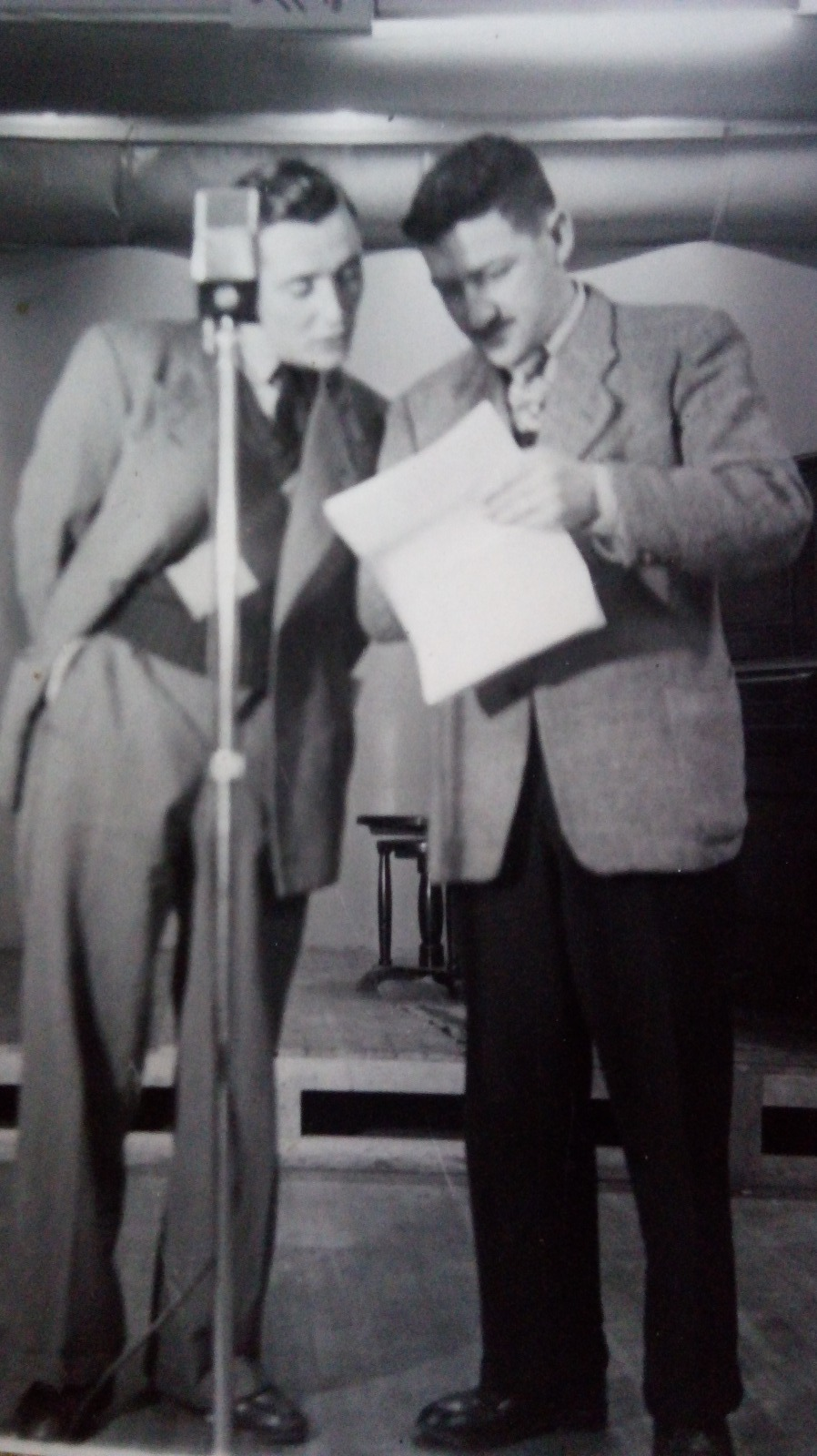
Juan Marino en grabaciones de Dr. Mortis

#### Sus inicios en el radioteatro
Originalmente, el personaje fue creado para su difusión en el medio radial chileno durante la década de 1940. Juan Marino relató que el nacimiento del siniestro Doctor Mortis ocurrió luego de escuchar, por onda corta, al actor Boris Karloff (el emblemático intérprete de Frankenstein) narrar cuentos de terror a través de la BBC de Londres.
El Doctor Mortis nació en una radioemisora de Punta Arenas a fines de 1945. Fue en esa época cuando comenzaron a transmitirse sus terroríficas historias por Radio Ejército en Chile y Radio Polar en Argentina. Destacado por ser un "emblema de los radioteatros en nuestro país".
El primer libreto, escrito por Marino, estaba diseñado para durar un mes, con varios capítulos de 60 minutos que se emitían cinco veces por semana por Radio Ejército de Punta Arenas. Marino llegó a escribir más de 13.000 guiones inéditos con guiños a Lovecraft, Allan Poe y otros maestros del género. 
El elenco original del radioteatro estuvo compuesto por los hermanos Adolfo y Enrique Wegman, Vicente Miranda, María Bukovic, Eduvina Korn, y Eva Martinic, esposa de Marino, quien no solo participó como actriz, sino que también colaboró como coautora en algunos capítulos del programa.
Este radioteatro, transmitido en sucesivas emisoras a lo largo del tiempo, en la que destacó Radio Portales de Santiago, fue el compañero nocturno habitual de generaciones de chilenos que no han olvidado su tan característica introducción: se iniciaba con la ominosa apertura de "Una noche en el Monte Calvo" de Modest Músorgski, seguida por la presentación del anfitrión de la noche, el propio doctor Mortis —a cargo de su autor—, quien emitía una sonora carcajada que erizaba el cabello; a continuación, venía la narración de una historia —hecha por el mismo doctor— dramatizada por un notable elenco de actores y un efectivo despliegue de sonidos. En estas dramatizaciones el doctor solía narrar en tercera persona, aunque a veces participaba como protagonista.
En 1954, Marino migró a Santiago e inició un segundo periodo del Dr. Mortis en Radio Nacional. A lo largo de los años, el radioteatro se transmitió por diversas emisoras, entre ellas Radio Minería, Portales, Cooperativa, Agricultura, Nacional, Yungay, Nuevo Mundo, Pacífico y España, con transmisiones que se extendieron hasta principios de la década de 1980.
El éxito logrado por el radioteatro llevó a que en 1970 fuera emitido por emisoras de Bolivia.

#### El salto a la historieta

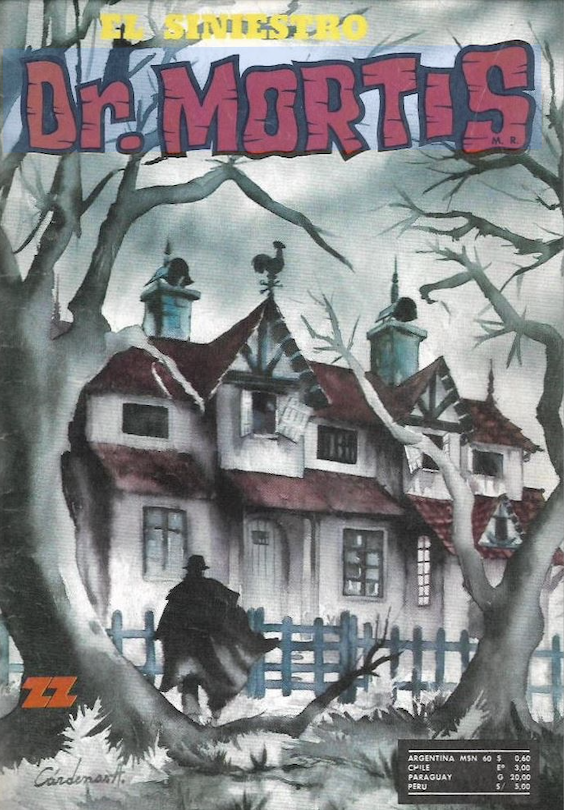
Portada del Siniestro Dr. Mortis

Gracias al éxito del radioteatro, Marino llevó al Dr. Mortis al formato de historieta en 1967, publicando a través de la editorial Zig-Zag la más grande editorial de Chile en ese momento. En esta casa editorial también destacaron otras obras de su autoría como Jungla y El Jinete Fantasma.
La colección de historietas alcanzó 105 números durante su etapa en Zig-zag, luego Quimantú, y más de 70 en su segunda etapa, en Dilapsa, cerrando en 1977 y llegó a vender 100.000 ejemplares por edición.
El personaje también tuvo una breve incursión en televisión, con el radioteatro siendo emitido durante un año por el canal de la Universidad Católica, hasta la interrupción de sus transmisiones tras el golpe de Estado de 1973. Donde cada capítulo comenzaba con Juan Marino caracterizado como el  Dr. Mortis, enfundado en una capa similar a la del Conde Dracula, y la característica risa siniestra de Marino, fue trasmitido en horario Prime para competir con "Sombras Tenebrosas" de Barnabas Collins en TVN.

#### Resurgimiento en nuevos formatos
A comienzos del siglo XXI, el interés por Doctor Mortis resurgió con fuerza a través de distintos medios, en el 2002 la radio Nuevo Mundo emitió un capítulo especial sobre la vida y obra de Juan Marino, con motivo de los 70 años del personaje Dr. Mortis.
En el 2004 se realizó un documental de la obra de Juan Marino gracias al cineasta Pablo Pinto la cual fue estrenada en el Duoc UC de San Carlos de Apoquindo.
La Compañía Teatrofónico se encargó de llevar los radioteatros a las tablas en el 2005 junto a los actores Macarena Teke y Héctor Morales, bajo la dirección de Marcela Salinas. Además en el 2007, también gravaron los radioteatros y trasmitieron desde el Centro Mori por Radio Concierto.
En 2006 se lanzo una colección de los radioteatros de "Joyitas del buen terror" en CD de la mano de Juan Marino y Luis Antonio Gamboa, locutor de Radio Portales y de Mega.
Mortis permaneció inactivo durante varios años hasta que fue revivido por el escritor y editor Miguel Ferrada (editor de Locke & Key en Chile). Ferrada fue responsable de reintroducir al personaje en el 2007, a través nuevas historias en formato de web cómic y una revista en el 2008.
Luego en el 2011 se publica, Mortis: Eterno Retorno (Miguel Ferrada, Italo Ahumada), considerada un referente del cómic de terror chileno, con cuatro ediciones publicadas en Chile y ediciones en EEUU, Dinamarca, Italia y Francia. Esta novela fue reconocida por el diario La Tercera como una de las “10 grandes novelas gráficas chilenas contemporáneas”.
Además, este año, Ferrada realizó la producción y curatoría de una reedición de historietas clásicas a través de la editorial Unlimited, con presencia en quioscos en todo Chile, a lo que siguió una edición en CD de los radioteatros.
En el 2012 se publico In Absentia Mortis (Varios autores, dirigidos por Miguel Ferrada, Felipe Benavides, y Carlos Reyes) y posteriormente en le 2013,  In Nomine Mortis (Varios autores dirigidos por Miguel Ferrada).  Este año, también se desarrolló un juego de rol virtual inspirado en el universo de Dr. Mortis, centrado en la investigación del paradero de una joven relacionada con la cofradía secreta que rodea al personaje.
En el 2013 Mingga Labs, dirigido por Ignacio Acuña crearon una App con las historias del Dr.mortis para iPhone, iPod touch y iPad.
En el año 2022, se publican nuevas historias del Dr. Mortis, resentando un mundo sumido en el caos y la incertidumbre, poniendo en jaque el futuro de la humanidad, su presente y también su pasado. Destacan "Mortis: El Péndulo" (Miguel Ferrada, Víctor Abarca), "Mortis: Apocalipsis 6:8" (Alexander R. Roez, Chris Fattori) y "Mortis: La Senda del Exceso" (Miguel Ferrada, Víctor Abarca).
También este año se realizó una muestra del arte de Dr.Mortis en San Pedro de la Paz gracias a Francisco Inostroza, director del Salón de la Historieta.

## Características
La verdadera esencia del personaje nunca fue declarada explícitamente por Marino. Según las especulaciones de sus antagonistas, podría ser la encarnación de la muerte o del Mal en estado puro, un ente de otra dimensión o de fuera de este universo, un antiguo vampiro humano, el resultado de un experimento alquímico fallido, un científico loco, etc. Él mismo se definió como la muerte misma. Aunque la interpretación más probable es que sea una encarnación de Satanás u otro demonio. En las historietas de la época 1966-1967, editadas por Zig-Zag: en el número 5 titulado "El antro del Dr. Mortis" un reverendo lo identifica como Satanás y al final de la historia, el autor lo llama "el príncipe de las tinieblas". En el número 41 titulado "Maqueronte y el monstruo del Dr. Mortis" el doctor, bajo la apariencia de un médico griego, tienta a Jesús en el desierto y es rechazado por éste. 
El doctor Mortis fue encarnado en el radioteatro por el mismo Juan Marino bajo la forma de un sujeto de voz grave, pausada y una carcajada satánica y característica, y en el cómic con la forma de un apuesto sujeto de mediana edad, de bigotes finos y barbilla puntiaguda al estilo francés del siglo XIX y dos mechones de pelo en las sienes que simulaban cuernos; se presentaba con la profesión de "doctor" y con diferentes alias como: Tiss Morgan, Mirsot, Morganelo de Ortiz, Stroim, Morgenthys, T.S. Mori, Ry Thomas, Sitmor, Ross-Mithor, Trosmi, Mohr Silentis, entre muchos, y era perseguido como un malhechor internacional por todas las policías del mundo. Tenía la propiedad de cambiar de aspecto físico, y su esencia indefinida, descrita a veces como una sustancia gaseosa de color verdoso, era capaz de ocupar o poseer diversos cuerpos humanos —"encarnaciones"— que le servían de vehículo, lo que hacía más difícil su identificación. Habitualmente, se manifestaba como un vampiro ubicuo e indestructible.
El objetivo del personaje era claro: sojuzgar a la raza humana usando la ciencia y su dominio sobre los muertos, a los cuales controlaba como zombis —a los que llamaba "hijos míos"—, y la instauración de una especie de reino de los muertos sobre los cuales él sería el amo supremo y la humanidad su esclava. Presidía una cofradía de seguidores que solían llamarlo "maestro". Sus macabros experimentos científicos estaban orientados a dominar la mente y los cuerpos de sus víctimas, así como crear engendros monstruosos que lo sirvieran; otras veces sus trabajos estaban destinados a probar sus retorcidas teorías megalomaníacas; para estos experimentos se valía en ocasiones de científicos desquiciados, fuera de la ley o expulsados de sus órdenes gremiales; por lo general, disponía de modernos laboratorios con instrumental adelantado a su época. Objetos y lugares que le pertenecían o le pertenecieron (libros, cuadros, relojes, mansiones, etc.) conservaban su influencia maligna y seguían ligados a él, causando desgracia entre sus incautos poseedores. Invulnerable a las armas humanas, inmortal, con fuerza sobrehumana, con poder sobre los elementos y criaturas monstruosas, el Siniestro Doctor Mortis transitaba por las diferentes épocas y países esparciendo su influencia maléfica por el mundo. No obstante, estas características, Mortis no era omnipotente, pues sobre él tenían poder los símbolos cristianos(cruces, agua bendita, etc.). En ocasiones, según el cómic, llegó a ser neutralizado por sus enemigos-sacerdotes, científicos, profesores, policías y hasta gobiernos, aunque no destruido: en "Requiem para el doctor Mortis" (n.º 101, editorial Quimantú), debido a sus graves desmanes —un apocalipsis zombi global— el personaje fue capturado por su principal enemigo, el padre Hans Libby; y se llegó al extremo, aunados los gobiernos de las superpotencias, de exiliarlo al espacio profundo, pero sin un resultado concluyente, pues quedó al descubierto otra característica esencial de Mortis: ser el amo de la muerte, una especie —en palabras de Libby— de "mal necesario" para la humanidad. Se lo debe retornar a la Tierra, para evitar el trastorno que significó su ausencia. Finalmente, a pesar de que terminó confinado en una pequeña isla en medio del océano, en el interior de un ataúd de marfil, dentro de una cámara de seguridad celosamente custodiada, su influencia no pudo ser erradicada.
En una nueva evolución del mito, con una estética gráfica y argumental renovada, Mortis logra escapar en 2011 ("Mortis, el Eterno Retorno", novela gráfica de Miguel Ferrada e Italo Ahumada, editada por Arcano Cuarto Producciones en 2011) de su cárcel oceánica en dirección a las costas chilenas, mediante la ejecución de un elaborado plan diseñado por su "Cofradía", habiendo previamente fracasado la cruzada del padre Libby por impedirlo, fracaso descrito prolijamente en el web cómic llamado "In absentia Mortis", publicado en capítulos cortos entre 2007 y 2010, y a cargo de diversos guionistas y dibujantes.

## Valoración
Este personaje es uno de los mayores exponentes de las artes gráficas y teatrales chilenas y constituye una poderosa y seductora metáfora acerca de la existencia del mal y sus efectos en el mundo; es un personaje oscuro en la misma línea de Drácula, Frankenstein, Randall Flagg, Batman y otras creaciones literarias, cinematográficas y plásticas.